# 39 Dywizja Strzelecka (ZSRR)
39 Dywizja Strzelecka (ros. 39-я стрелковая дивизия) – związek taktyczny piechoty Armii Czerwonej.
39 DS wywodziła się z powstałej 20 lipca 1922 roku 1 Dywizji Zabajkalskiej, która otrzymała numer 39 w 1936 roku . Jej służba polegała głównie na ochronie granicy z Mandżurią w rejonie jeziora Chanka. W latach trzydziestych w starciach z Japończykami uczestniczył należący do tej dywizji 50 Czytyjski Pułk Strzelecki. Kompania strzelców pod dowództwem starszego lejtnanta Koczetkowa pokonała japońską piechotę usiłującą sforsować granicę wzdłuż brzegu jeziora Chanka i zdobyć wioskę Turij Rog .
W 39 DS rozpoczynał służbę późniejszy marszałek Nikołaj Kryłow, który latem 1945 roku dowodził 5 Armią.
Podczas ataku III Rzeszy na ZSRR w czerwcu 1941 roku 39 DS znajdowała się pod dowództwem gen-mjr Władimira Kuzniecowa, w składzie 59 Korpusu Strzeleckiego w 1. Armii Dalekowschodniej . W sierpniu 1945 roku wzięła udział w zwycięskiej ofensywie w Mandżurii przeciwko wojskom japońskim; wyzwoliła Mudanjiang .
Za kontynuację tradycji 39 DS uważa się Okręgowe Centrum Szkoleniowe im. marszałka Pietrowa.

## Dowódcy dywizji
Dywizją dowodzili  :
- gen-mjr Władimir Kuzniecow (20.07.1940 – 19.11.1941),
- płk (od 07.12.1942 gen-mjr) Nikołaj Suchariew (20.11.1941 – 22.11.1944),
- płk Dmitrij Makarow (23.11.1944 – 09.05./25.07.1945),
- gen-mjr Wasilij Siemionow (25.07.1945 – ?).

## Struktura organizacyjna
- 50 Pułk Strzelecki
- 199 Pułk Strzelecki
- 254 Pułk Strzelecki
- 15 Pułk Artylerii
- 87 Pułk Artylerii Haubic
- 71 batalion przeciwpancerny,
- batalion artylerii przeciwlotniczej,
- 16 kompania rozpoznawcza
- batalion saperów
- inne służby.